# جودا كاتس
جودا كاتس هو ممثل كندي، ولد في 23 يونيو 1960 في مونتريال في كندا.

## أعمال

### أفلام
- (1996) قبلة الوداع[3]

## وصلات خارجية
- جودا كاتس على موقع IMDb (الإنجليزية)
- جودا كاتس على موقع ألو سيني (الفرنسية)
- جودا كاتس على موقع أول موفي (الإنجليزية)
- جودا كاتس على موقع قاعدة بيانات الفيلم (الإنجليزية)
- جودا كاتس على موقع كينوبويسك (الروسية)